# Église Sainte-Geneviève d'Astaffort
L’église Sainte-Geneviève est une église située dans la commune d’Astaffort, en  Lot-et-Garonne. Elle est dédiée à Sainte-Geneviève.

## Histoire
L’église est bâtie sur les vestiges du château de la Craste (aujourd'hui disparu), et celles d’une ancienne chapelle construite en 1307.
Son clocher est érigé en 1666 sur la tour-porte du château fort dont on peut voir encore quelques traces,. La nef et le chœur sont construits au Xviie siècle, par l’assemblage de ces deux monuments. Dans la nef, le deuxième niveau de fenêtres ainsi que la terrasse sont construits en 1839.

## Galerie

### Extérieur

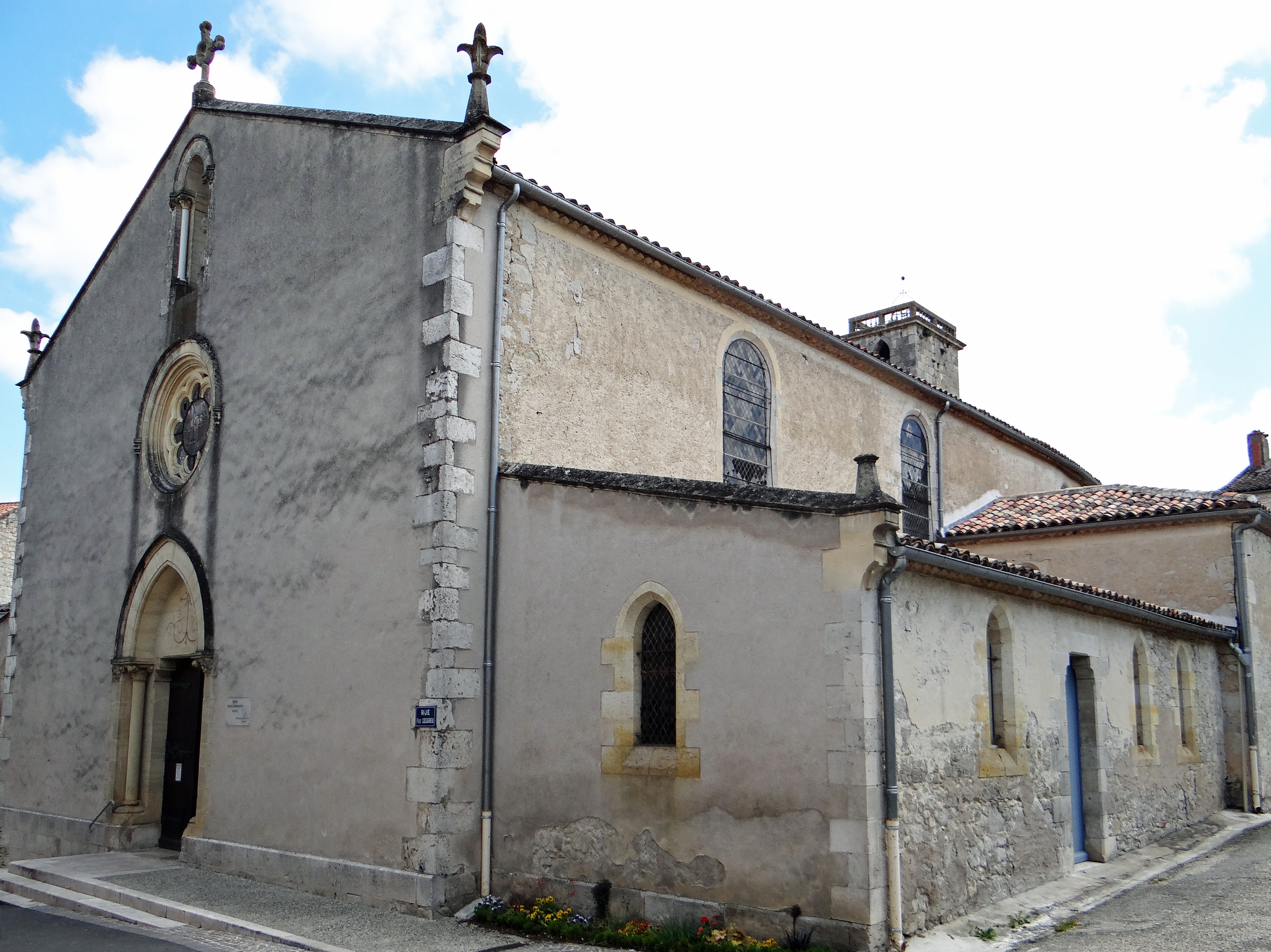
Front et mur sud de l'église
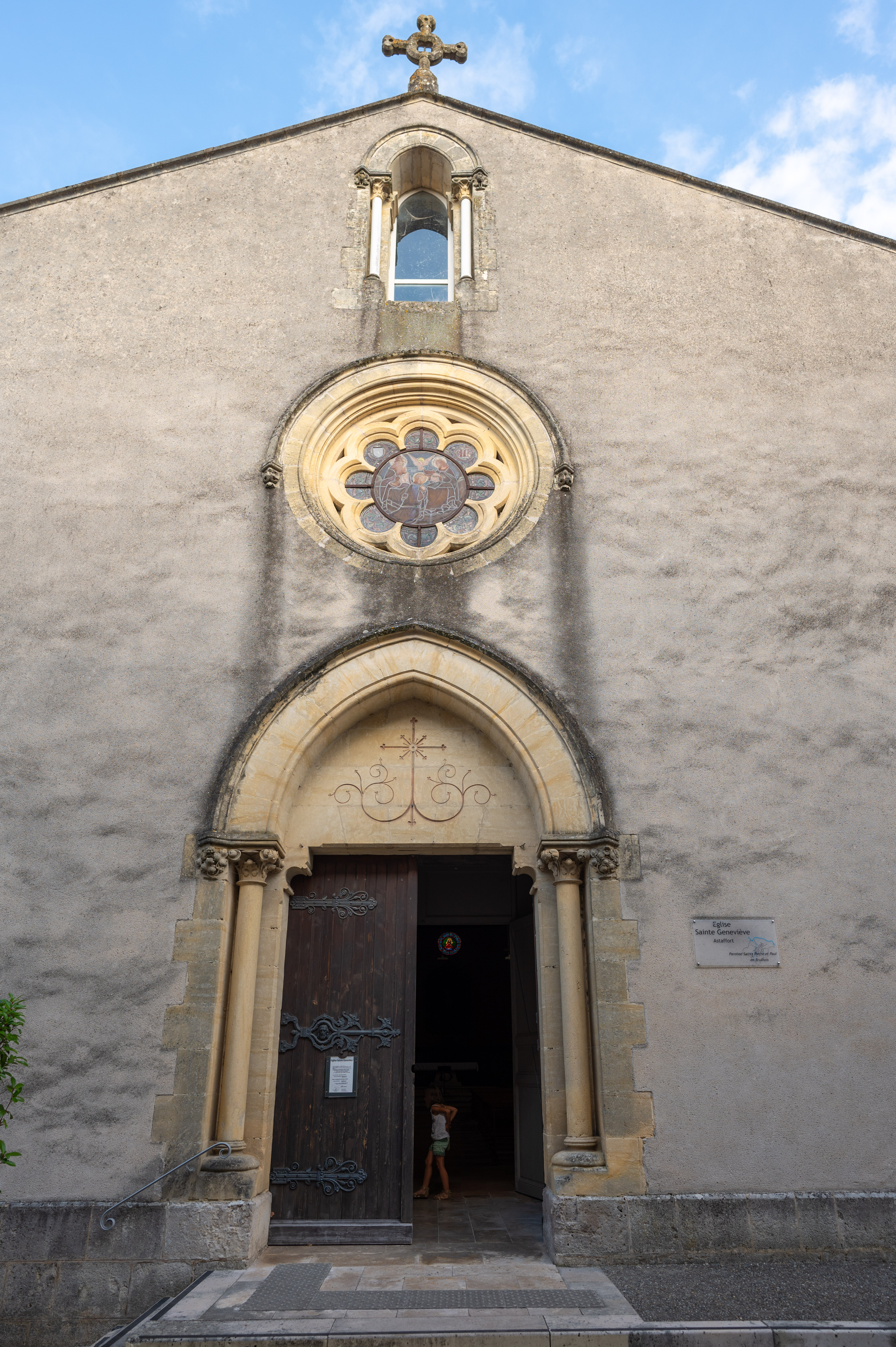
Détail de la porte sur le fronton de l'église
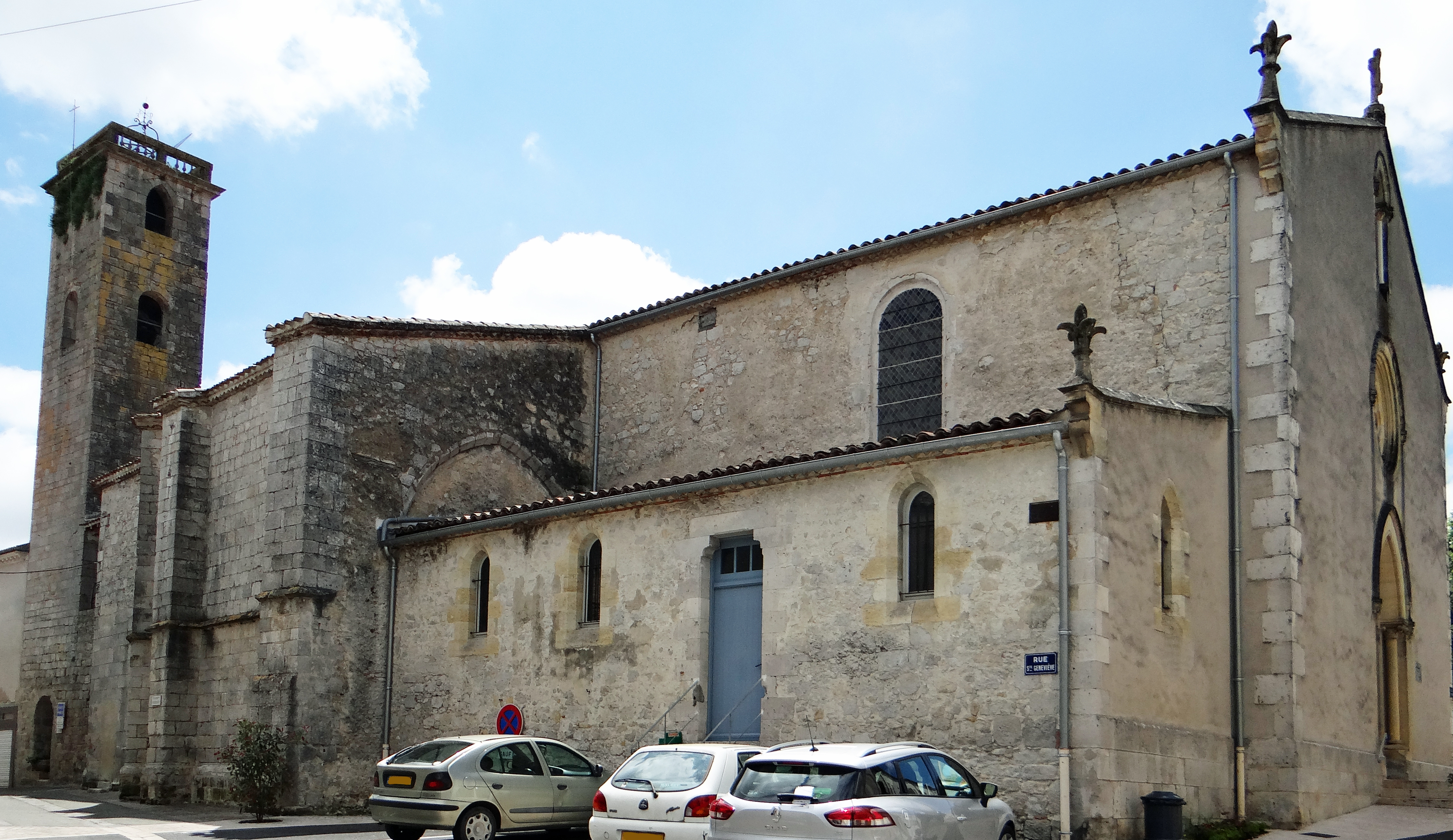
Vue du mur nord de l'église, et le clocher construit sur l'ancienne tour du château de la Craste
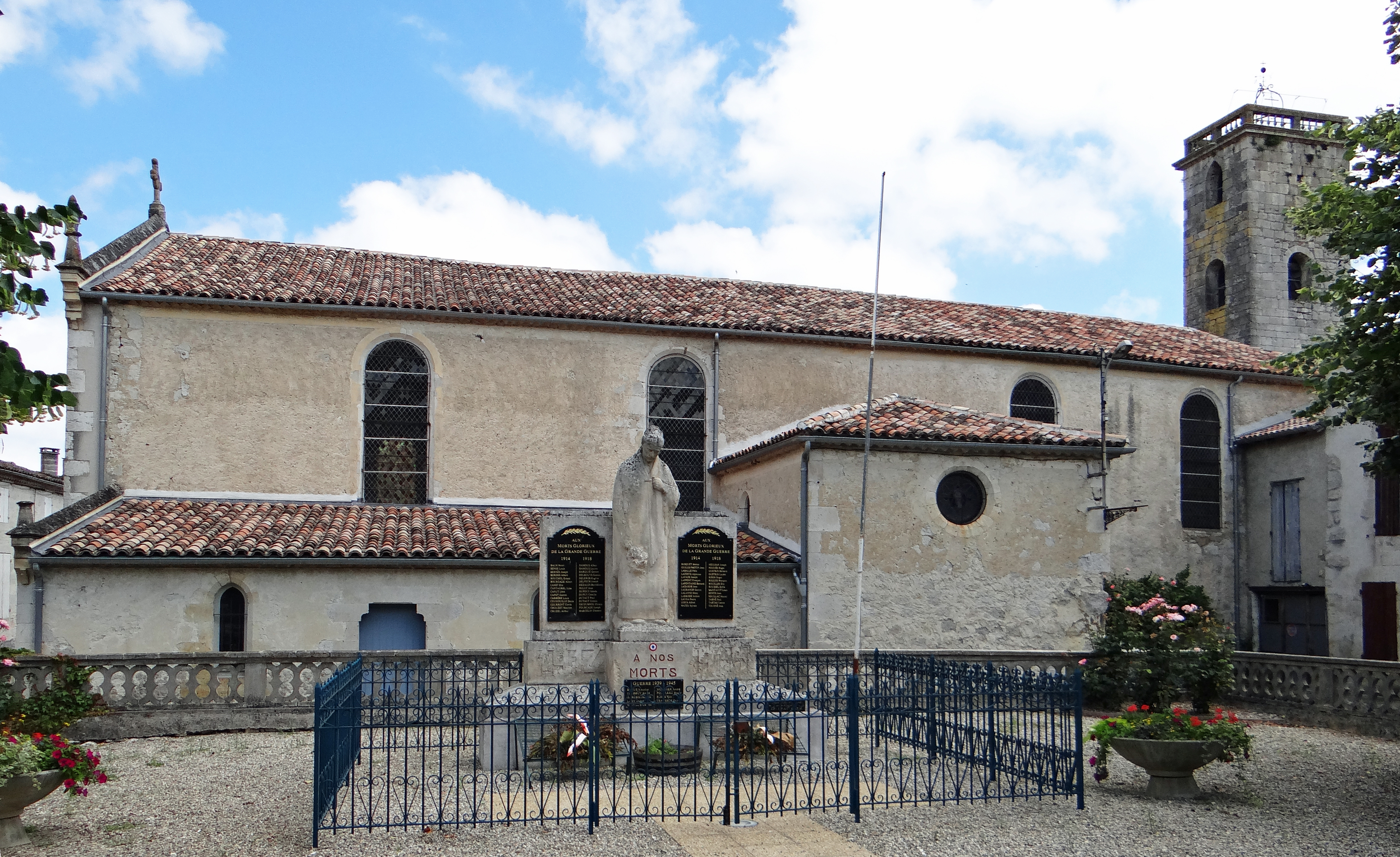
Mur sud et cimetière
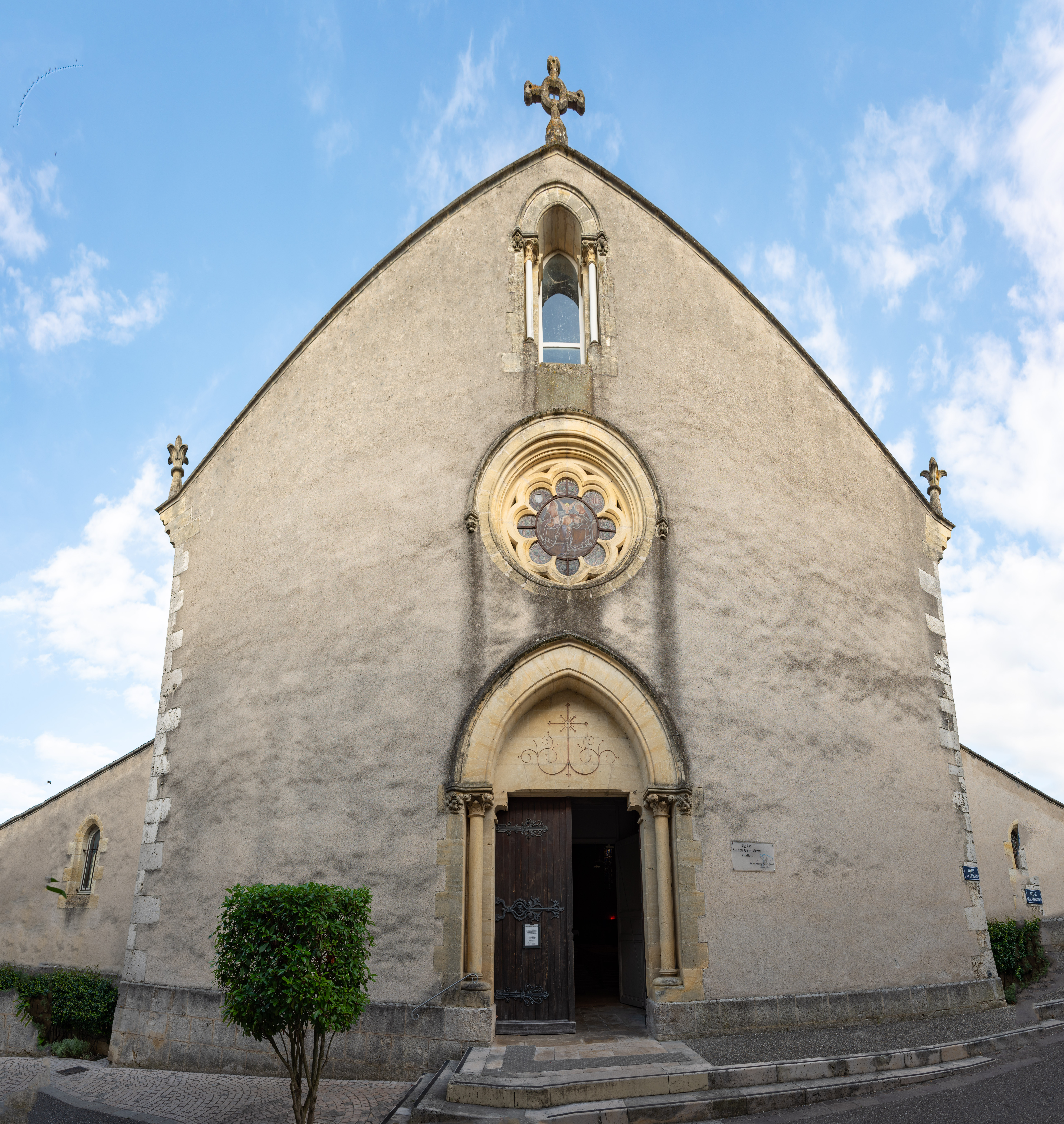
Vue (panoramique) du front de l'église

### Intérieur

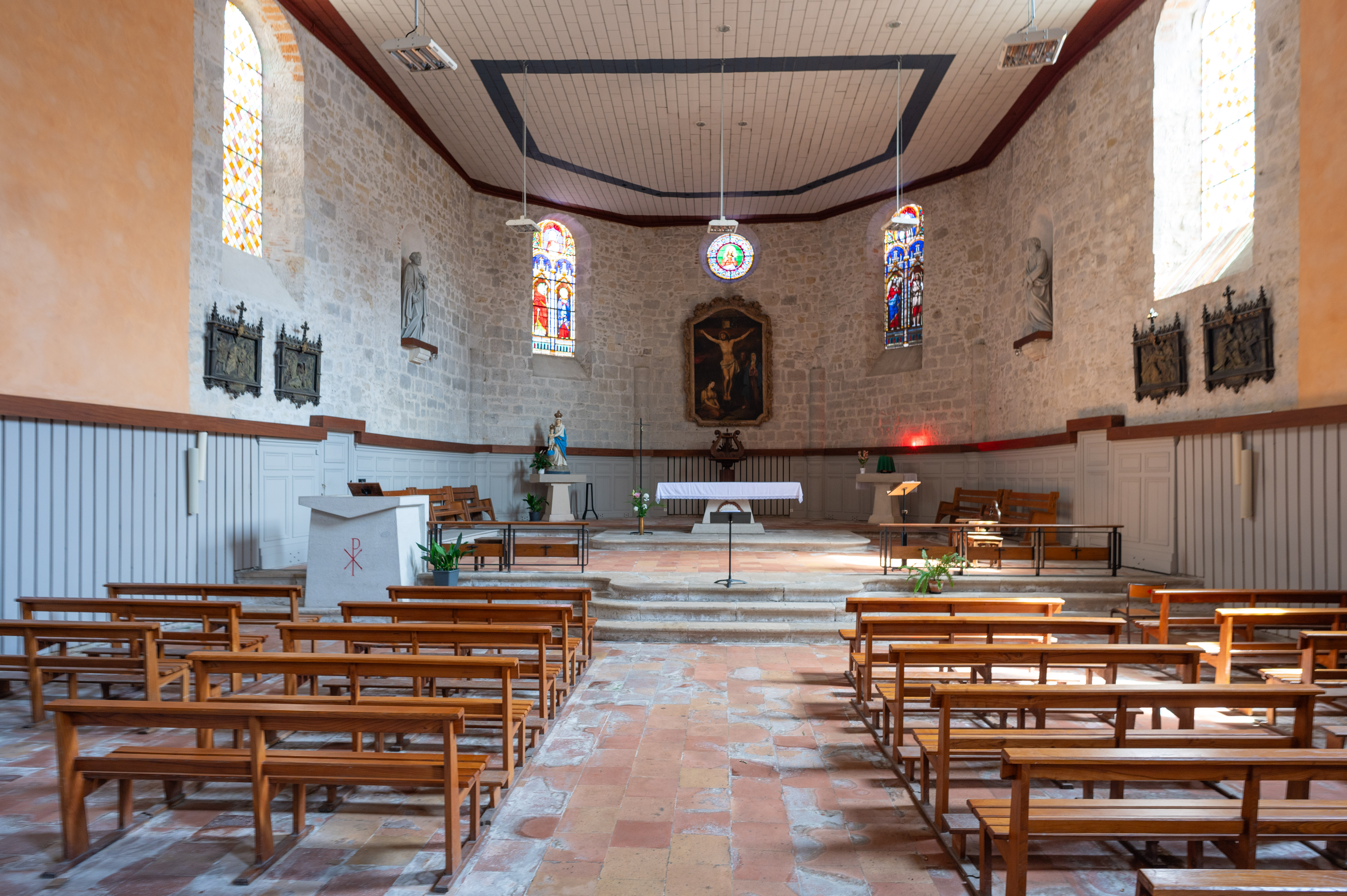
Chœur vu de la croisée du transept
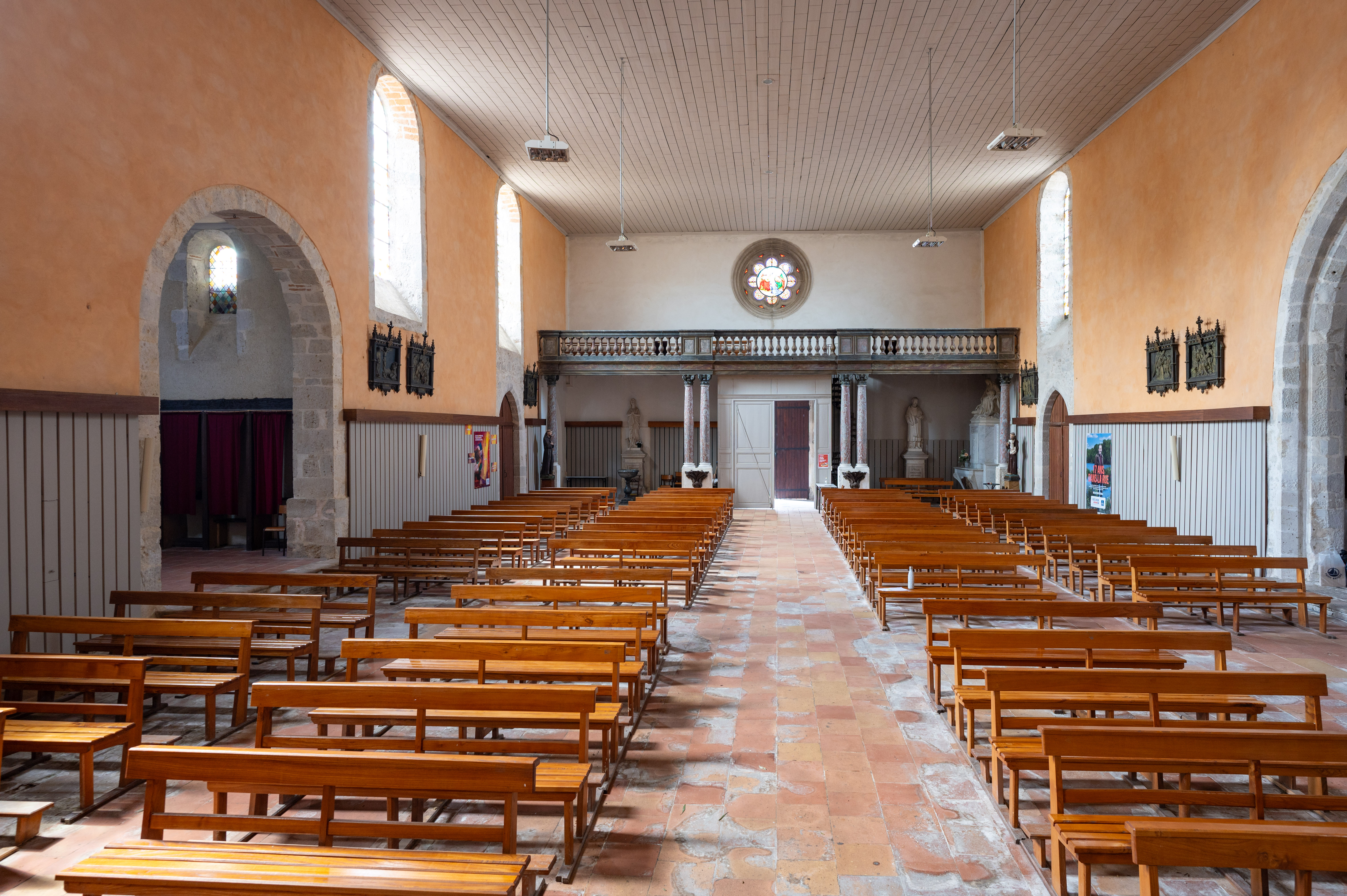
Nef de l'église et croisée du transept
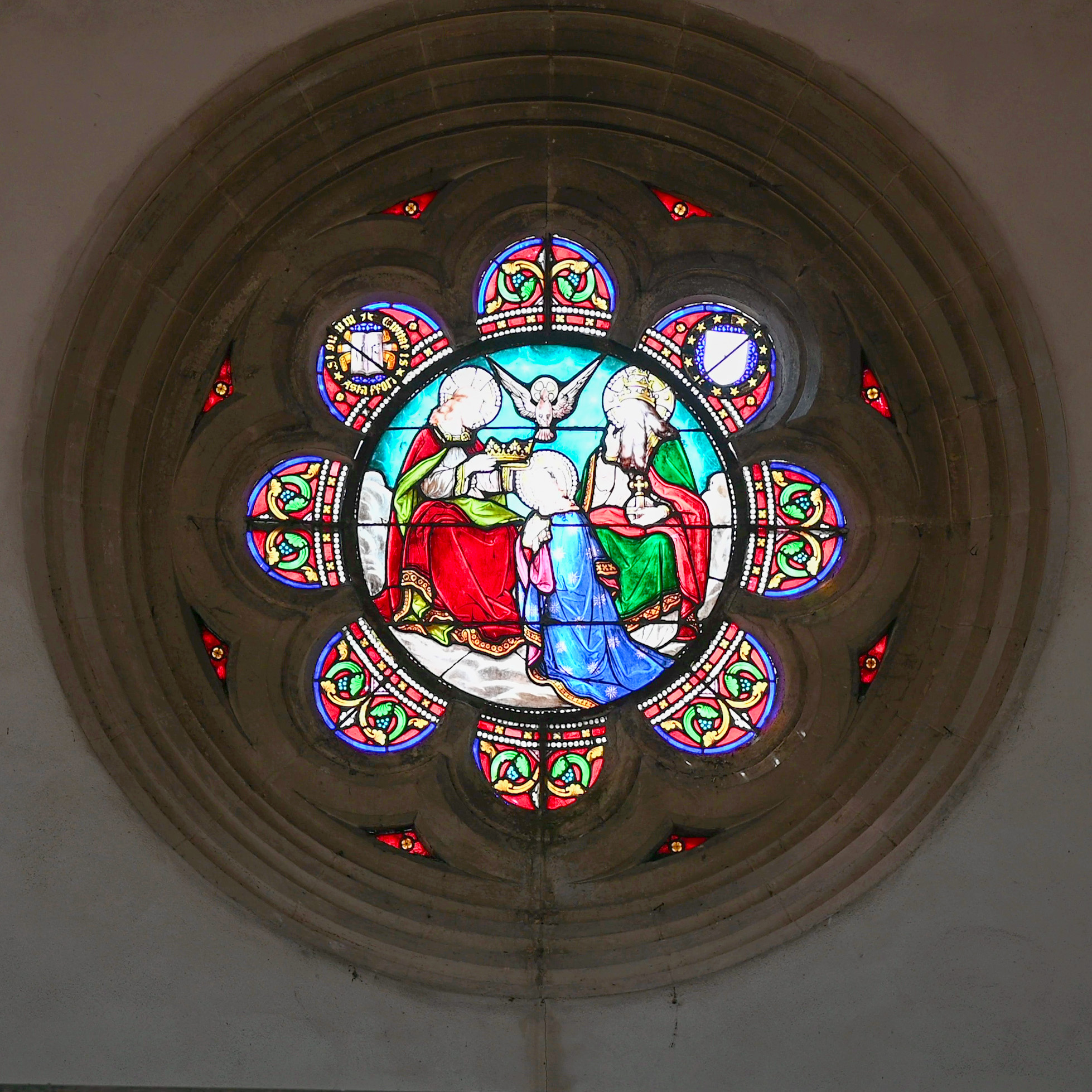
Détail de la rosace au fond de la nef
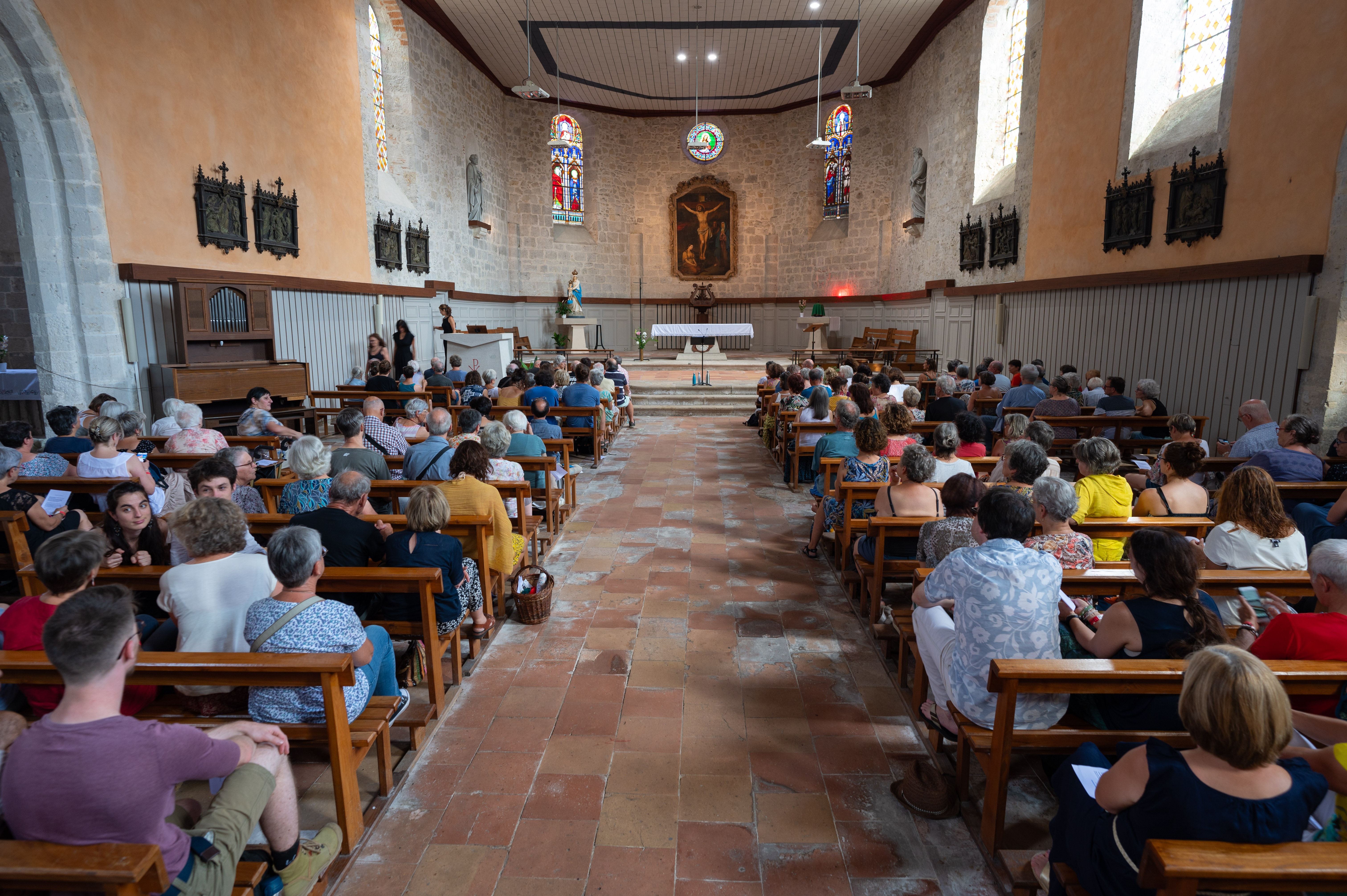
Concert de chants traditionnels dans le cadre du festival Asta'Folk
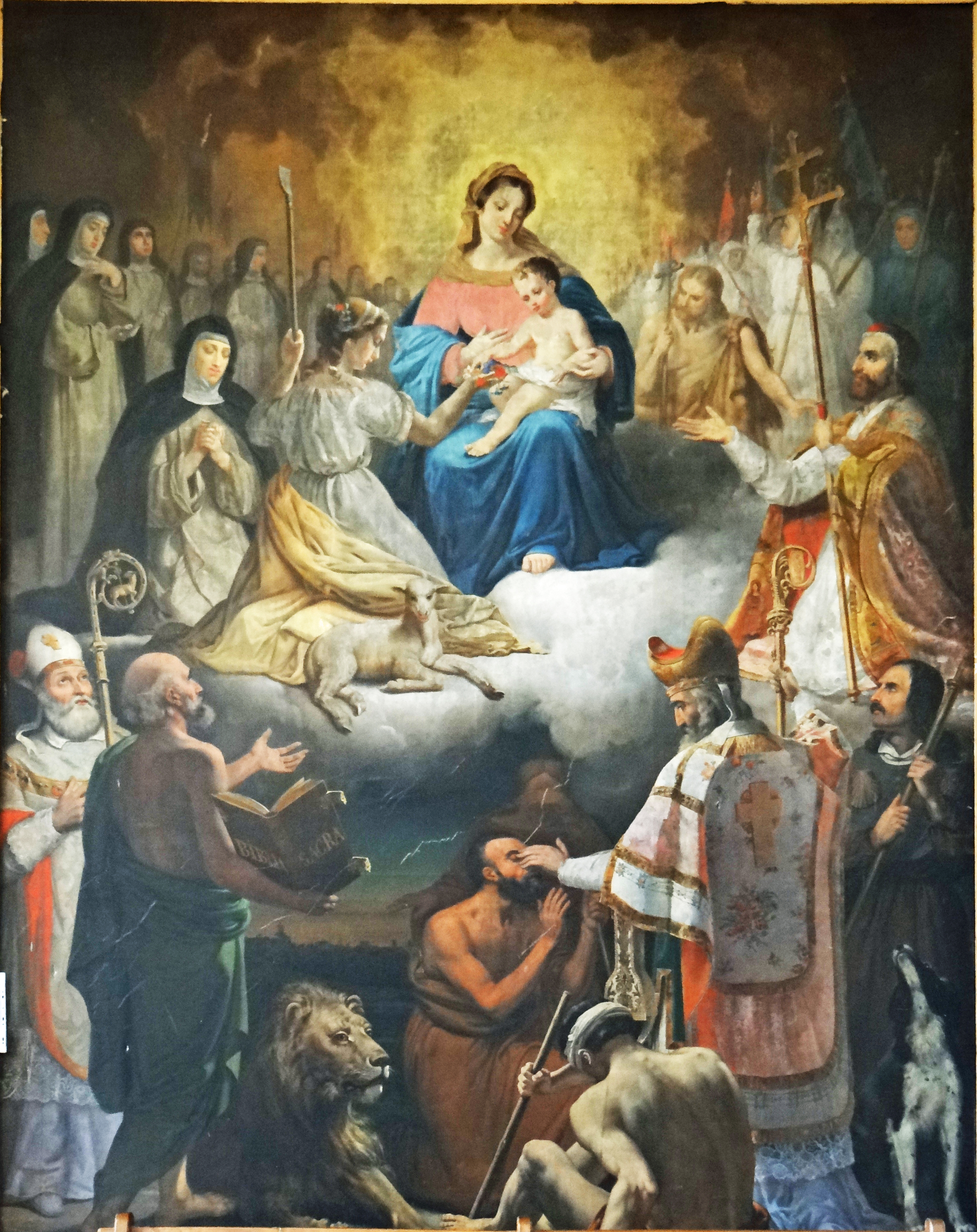
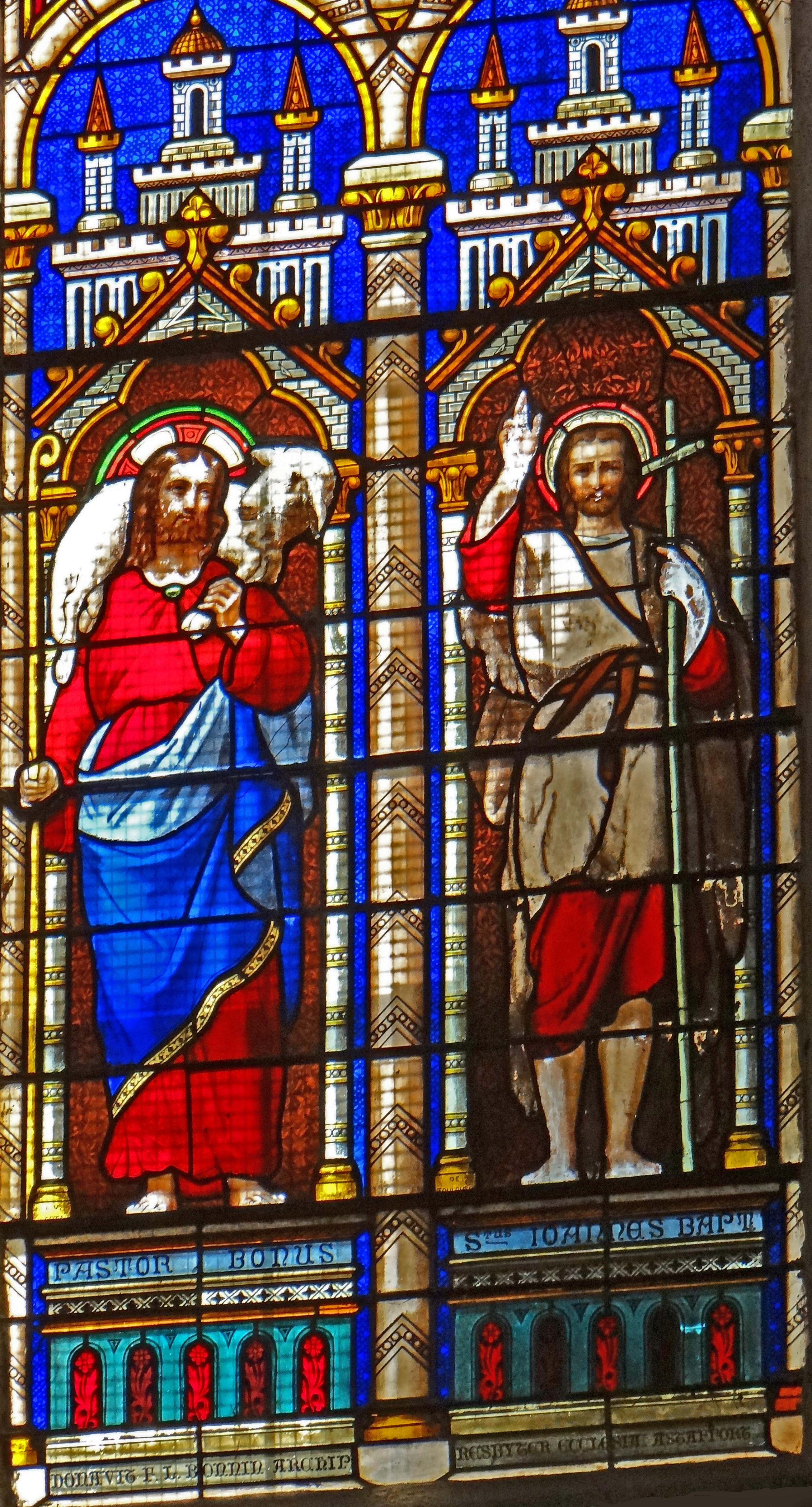

## Concerts
Tous les ans, l'église accueille plusieurs spectacles donnés dans le cadre du festival Asta'Folk, qui met en avant les musiques, chants et danses des pays aquitains.